# Zitrusbockkäfer
Der Zitrusbockkäfer (Anoplophora chinensis, auch Chinesischer Laubholzbock, gelegentlich abgekürzt CLB) ist ein Käfer, der in verschiedenen Ländern Asiens heimisch ist. Dort befällt er etwa 100 verschiedene Laubgehölze, überwiegend Zitruspflanzen. Er gilt als Baumschädling, befallene Bäume werden stark geschädigt oder sterben ab.

## Verbreitung
Der Zitrusbockkäfer kommt vor allem in China, Korea und Japan vor. Er wird auch auf Taiwan, Indonesien, Malaysia, Myanmar, Vietnam und auf den Philippinen gefunden.
A. chinensis gelangt vor allem durch Pflanzenexporte außerhalb seines Hauptverbreitungsgebietes. In einzelnen Fällen ist es dem Käfer gelungen, sich als Neozoon auszubreiten. In Europa wurden die ersten Freilandbefalle 1997 in Italien und 2003 in Frankreich registriert. Der französische Befallsherd gilt als ausgerottet. Der Zitrusbockkäfer wurde in importierten Pflanzensendungen aus Asien in mehreren EU-Mitgliedstaaten sowie der Schweiz nachgewiesen, nach 2004 in Deutschland auch einzelne Exemplare im Freiland. Mitte 2009 wurden Funde in Hessen registriert, 2014 nahe München.
Das Julius Kühn-Institut bat 2011 die Bevölkerung um Aufmerksamkeit und Meldung eventueller Käferfunde.
In den Vereinigten Staaten gab es 2001 einen Freilandbefall im Bundesstaat Washington. Der Herd gilt ebenfalls als ausgerottet. Einzelne Käfer wurden in Georgia und Wisconsin gefunden.
In der Europäischen Gemeinschaft und in der Schweiz besteht eine Meldepflicht für befallene Bäume und gefundene Käfer. Die Meldung soll an die zuständigen Pflanzenschutz-Dienststellen erfolgen. Der Zitrusbockkäfer ist ein sogenannter Quarantäneschaderreger.

## Biologie
Der Zitrusbockkäfer ist glänzend schwarz mit unregelmäßigen hellen Flecken auf den Deckflügeln, er wird etwa 21 bis 37 mm groß, das Männchen etwas größer als das Weibchen. Die Fühler sind lang – beim Männchen die etwa zweifache Körperlänge – und schwarz-hellblau-gestreift. Der Halsschild hat zwei helle Flecken. Die Larven sind beinlos und weiß bis cremefarben, bis 60 mm lang und 10 mm dick. Der Prothorax hat eine bräunliche Zeichnung. Das Ei ähnelt einem Reiskorn. Es ist 5–6 mm lang und cremeweiß. Vor dem Schlüpfen erhält es eine gelblich-braune Färbung.
Der Lebenszyklus eines Käfers beträgt zwischen 12 und 24 Monaten. Die Käfer schlüpfen von April bis August, in Italien von Anfang Juni bis August. Die Käfer bohren sich aus oberirdischen oder oberflächennahen Wurzeln, Wurzelanläufen und der Stammbasis aus dem befallenen Baum heraus. Kurz danach beginnen sie mit dem Fraß an Blättern, Blattstielen und der Rinde von Zweigen. Die Käfer leben bis zu zwei Monate, sie sind hauptsächlich tagaktiv. Etwa zehn Tage nach dem eigenen Schlüpfen legt das Weibchen nach der Befruchtung bis zu 200 Eier. Zu diesem Zweck schneidet es in die Rinde von Wurzelanläufen, oberirdischen Wurzeln und der Stammbasis mit den Mundwerkzeugen T-förmige Schlitze beziehungsweise kleine Trichter. In diese wird jeweils ein Ei gelegt. Temperaturen unter 20 °C reduzieren die Anzahl gelegter Eier.
Innerhalb von ein bis drei Wochen schlüpft die etwa 5 mm große Junglarve und frisst zunächst im Phloem unter der Rinde. Dann werden unregelmäßige Larvengänge ins Wurzelholz gefressen, die etwa 1,5 – 2 cm im Durchmesser haben. Die Gänge gehen tief in das Holz, sie führen zu einer Unterbrechung des Saftstroms und Minderung der Festigkeit des Holzes. Nach einer Entwicklungsdauer von etwa ein bis zwei Jahren (abhängig von den klimatischen Bedingungen) verpuppt sich die Larve innerhalb der Wurzeln beziehungsweise Wurzelanläufen. Das Puppenstadium dauert vier bis sechs Wochen. Mit dem Schlüpfen des Käfers beginnt ein neuer Lebenszyklus.

## Abgrenzungen
Die früher als selbständige Arten betrachteten A. malasiaca und A. chinensis wurden zwar 2002 zu einer Art zusammengefasst, lassen sich aber molekularbiologisch differenzieren. Während der Asiatische Laubholzbockkäfer (A. glabripennis) dem Zitrusbockkäfer nur stark ähnelt, gleichen sich Ei, Larve und Puppe der beiden Arten so sehr, dass sie sich nur molekularbiologisch unterscheiden lassen.